# フェアリー ガネット
ガネット
飛行する英海軍のガネットAEW Mk.3 XL500号機
(1983年10月26日撮影)
- 用途：艦上対潜哨戒機
- 分類：対潜哨戒機
- 製造者：フェアリー・エイヴィエーション社
- 運用者

  -  イギリス海軍（艦隊航空隊）
  -  オーストラリア海軍
  -  西ドイツ海軍（海軍航空隊）
  -  インドネシア海軍
- 初飛行：1949年9月19日
- 生産数：348機
- 生産開始：1953年
- 運用開始：1955年1月
- 退役：AS型:1967年、AEW型:1978年
- 運用状況：退役

ガネット（Fairey Gannet ）は、フェアリー社が開発し、イギリス海軍等で使用された艦上対潜哨戒機。
愛称の「ガネット (Gannet)」は、カツオドリの意。ターボプロップのエンジンを採用。太い胴体に緩い逆ガル翼というシルエットのため『世界でもっとも醜い航空機』と称されることもある。

## 概要

### 計画

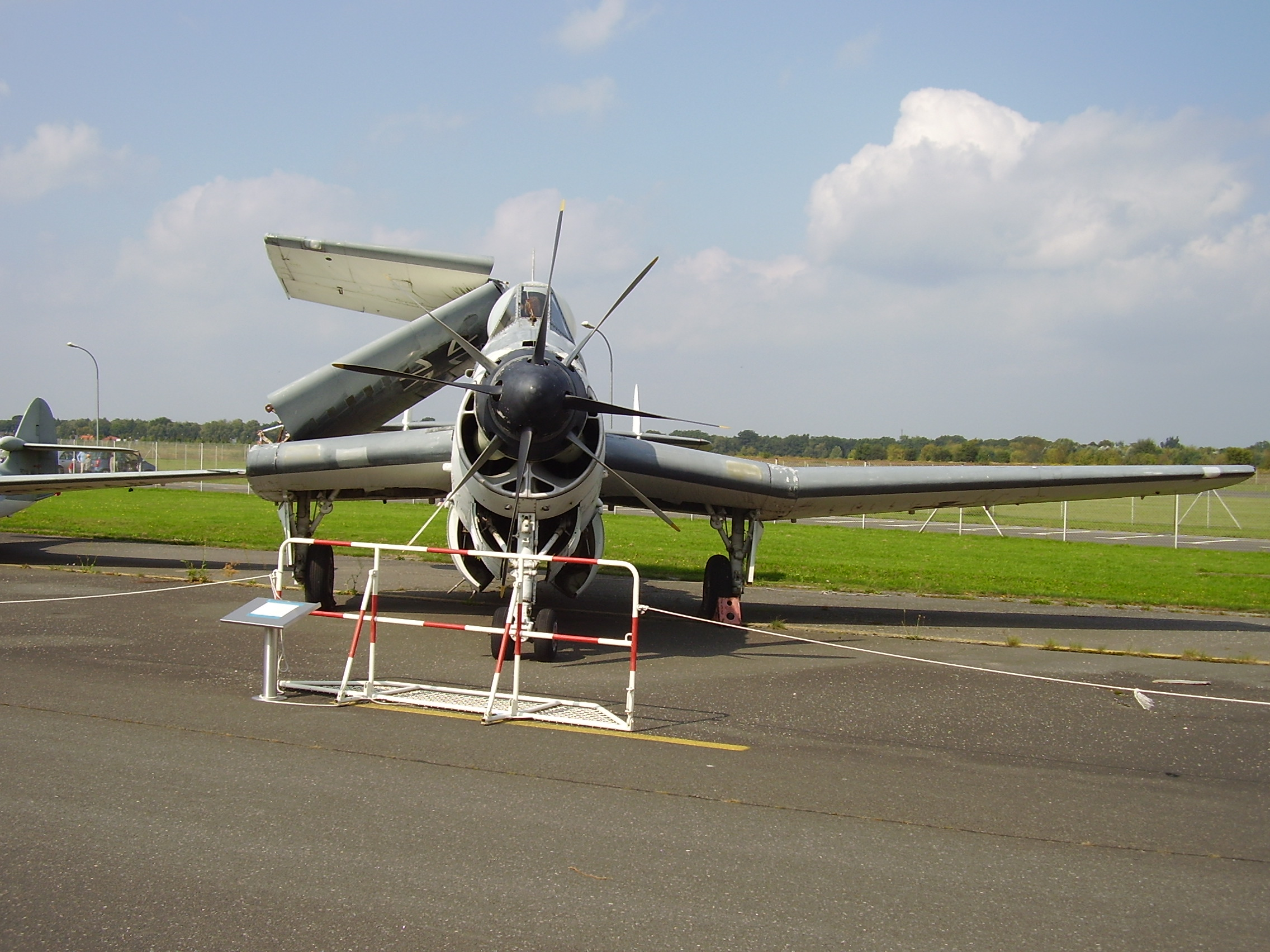
ガネット AS.4
特徴的な折りたたみ翼

1945年にイギリス海軍は、仕様書GR.17/45を発行した。これは艦載対潜哨戒機を作るというものであり、ブラックバーン社とフェアリー社が答えた。ブラックバーンはブラックバーン B-54を、フェアリー社はフェアリー17（後のガネット）を提案した（社内ではタイプQと呼んでいた）。
フェアリー17のエンジンにはアームストロング・シドレーが開発したマンバターボプロップエンジンを2基つなげた構造である、ダブルマンバエンジン（ツインマンバとも。2,950 hp）（en）を使用することとした（エンジンの選定においては、ロールス・ロイス マーリンエンジン2機も検討されたが、大きさの問題からダブルマンバエンジンに決定したとされる）。乗員は操縦士が1名、空中監視員（Aerial observer）が2名の3人体制。海上の監視を行う空中監視員は1名が操縦士の後ろに座り、もう1名は後方に設置された席に後ろ向きに搭乗する。折り畳み翼は通常の2つ折りではなく、「Z」の字形に折れるようになっている。
エンジンの特徴としては、片肺飛行が可能という点にある。マンバエンジンを2つ結合させたダブルマンバエンジンは、機体前方の左右に並列に置かれ、それぞれ独立した減速ギヤを介して二重反転プロペラの片方を稼動する。すなわち、エンジン片発停止時には二重反転プロペラの片方だけが停止する。通常の多発機で一つだけエンジンを停止した場合、推力が左右で非対称であることから問題が起こるが、ガネットは2つのプロペラが同軸上に位置するため、これを気にする必要はなかった。対潜哨戒では飛行時間を延ばすためロイター飛行を行うことが多いが、ガネットはエンジンの一方を停止させることで、プロペラ1基でもロイター飛行を可能としている。しかし、稼働中のエンジンが止まることがあったとされ、低空でこの動作は推奨されていないという説もある。またその事故が起こった際には、エンジンの再稼動までの間、パイロットに精神的負担を強いていた。
通常のターボプロップエンジンはジェット燃料が使用されるが、マンバエンジンは通常のディーゼル燃料（軽油）も使用でき、空母に積載したジェット燃料が枯渇した場合でも軽油が残っていれば飛行可能という特徴がある。

### 生産

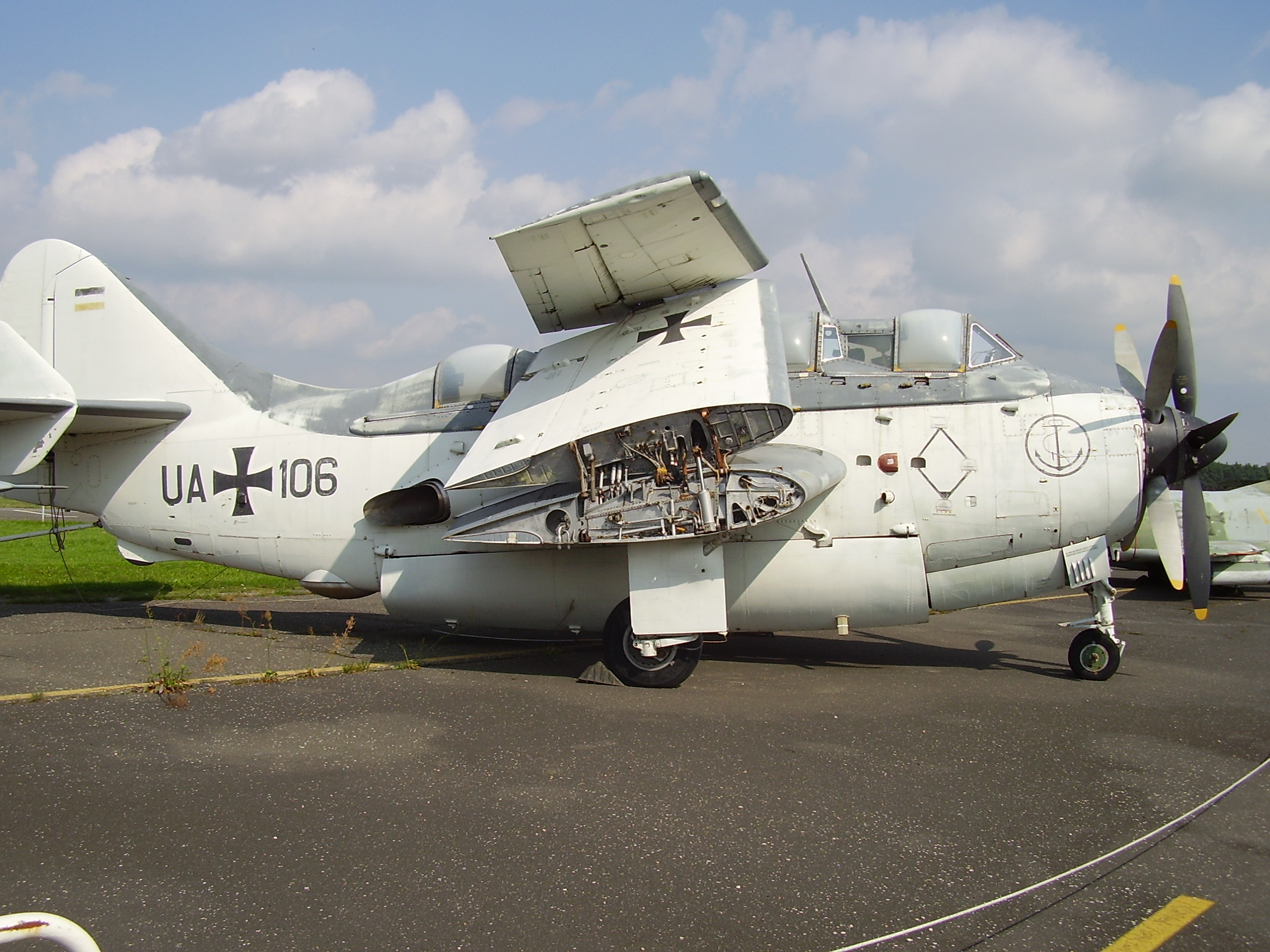
ガネット AS.4
コクピットの形状がわかる。

競争相手であったB-54（ただし競争相手は、改良を加え、エンジンをガネットと同じダブルマンバに換装したB-88となっていた）との原型機比較試験の結果、正式採用が決定したガネットは1949年9月19日に初飛行、翌年の1950年6月19日には空母「イラストリアス」で着艦試験が行われた。これはターボプロップとしては初の着艦であり、パイロットはG.カリンガム少佐であった。その後さらに改良が加えられた後、最初の生産型であるAS.1型の生産は1953年に開始され（なお、生産はミドルセックス州のヘイズ、および、マンチェスター近郊のストックポートとリングウェイにて行われた。また、生産までに3年かかった理由として、元々2座式だった機体を、3座式に設計変更することが決定したためともされる）、1954年4月にはフォード空軍基地に配備が始まった。
イギリス海軍は1951年により軽量で低コストの対潜哨戒機の開発を計画しており、発注を受けたショート社は1953年にマンバエンジンを単発とし2名で運用できるショート シーミューをテストしたが結局採用されず、ガネットの採用が続けられた。
作戦任務は1955年1月に空母イーグル艦載部隊の第826飛行隊へ配備されたのが初であった。なお、AS.1型は180機が生産されている。また、1954年8月には練習機タイプのT.2型が初飛行しており、35機が生産された。後にエンジンを換装し、AS.1型で問題となったパワー不足などを解決したAS.4型が生産されている。この型は82機が生産されている。また、このAS.4型の練習機タイプであるT.5型も8機が生産されたとされる。このほかにはAS.4型のうち少数が電子機器を改修されAS.6型となっている（なお、AS.6型のうち1機はダックスフォード帝国戦争博物館に保存されている）。
1958年8月には、アメリカ製であったA-1 スカイレイダーの早期警戒型に替わる機体として、AN/APS-20レーダーを機体下部に搭載し、エンジンを換装したAEW.3型が初飛行した（AEWとは、Airborne Early Warningの頭文字で、早期警戒機のこと）。それ以前の型で後方に存在した第2コクピットを、電子機器を搭載するために排除している（レーダー操作を担当する2名の乗員は胴体内の座席に並列で搭乗した）。そのため機体の中ほどにあったキャノピーのふくらみがなくなっていることと、胴体下部に位置する巨大なレドームが外見上の特徴である。
11月には空母「セントー」で試験が始まったこの機体は、安定性を向上させるために尾翼を再設計した後生産され、計44機が生産された。このタイプは、イギリス海軍が通常の固定翼艦載機の運用取りやめを決定し、1978年にイギリス最後の通常空母である「アーク・ロイヤル」が退役する運びとなり、同空母の第849飛行隊に配備されていた機体が退役するまで任務についていた。なお、この固定翼空母の退役により、イギリス海軍は早期警戒能力を喪失したことになり、これがフォークランド紛争における損害につながったとする見方がある。
1960年代半ばになると、AS.1型および4型が受け持っていた対潜哨戒任務はウエストランド ホワールウインド（アメリカ製のS-55のライセンス生産機）とほぼ交代した。このため余剰となったAS.4型のうちいくつかの機体は電子戦型のECM.6型に改修されて陸上で使用された。そのほかにはAS.4型の内部装備を取り去り、輸送機型としたCOD.4型が存在している（CODはCarrier onboard deliveryの略。空母用輸送機であり、本格的なものとしては米海軍が使用したC-2 グレイハウンドなどがある）。イギリスではガネットの退役以降、哨戒機を陸上運用の大型固定翼機と艦載ヘリの2系統に再編した。
ガネットはイギリス以外ではオーストラリアにAS.1型が36機輸出されており、空母メルボルンのほか、ニューサウスウェールズ州ナウラ近郊に位置するアルバトロス航空基地で使用されている（ちなみに現在この基地に隣接する海軍航空博物館にて1機が展示されている）。また、西ドイツ海軍（ドイツ連邦海軍）もAS.4型とT.5型を購入、使用している。
欧州以外ではインドネシアが1959年にAS.4型とT.5型を購入し使用している（ただしこの機体はそれぞれAS.1型とT.2型の改修機である）。なお、カナダでも1機が試験されたが、結局購入はされずに終わり、上記3カ国とイギリス以外にガネットを使用した国はない。

## 使用国
使用した国、および航空隊は以下のとおり
- イギリス海軍
  - 第700 航空隊
  - 第703 航空隊
  - 第703X 航空隊
  - 第719 航空隊
  - 第724 航空隊
  - 第725 航空隊
  - 第737 航空隊
  - 第744 航空隊
  - 第796 航空隊
  - 第810 航空隊
  - 第812 航空隊
  - 第814 航空隊
  - 第815 航空隊
  - 第816 航空隊
  - 第817 航空隊
  - 第820 航空隊
  - 第824 航空隊
  - 第825 航空隊
  - 第826 航空隊
  - 第831 航空隊
  - 第847 航空隊
  - 第849 航空隊
  - 第1840 航空隊

- インドネシア海軍

- オーストラリア海軍
  - 第724 航空隊
  - 第725 航空隊
  - 第816 航空隊
  - 第817 航空隊

- ドイツ連邦海軍（西ドイツ海軍）

## 諸元

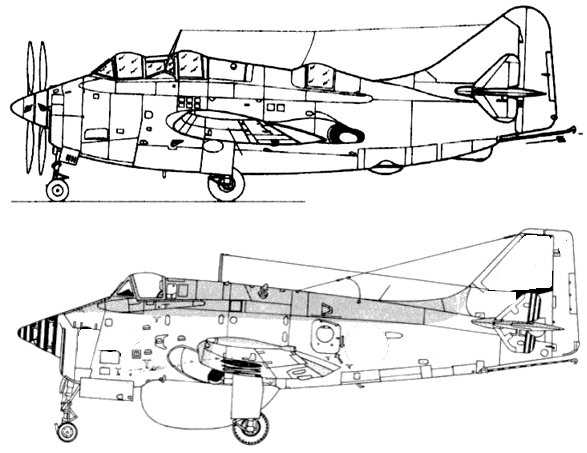
ASW型(上)とAEW型の比較図

| 制式名称     | Gannet AS.1                                                                         | Gannet AEW.3                                                                        |
| 型式名称     | Mk.1 対潜哨戒機                                                                     | Mk.3 早期警戒機                                                                     |
| 試作名称     | Fairey 17                                                                           | Fairey 17                                                                           |
| ------------ | ----------------------------------------------------------------------------------- | ----------------------------------------------------------------------------------- |
| 全幅         | 16.56m                                                                              | 16.57m                                                                              |
| 全長         | 13.11m                                                                              | 13.11m                                                                              |
| 全高         | 4.18m                                                                               | 4.18m                                                                               |
| 翼面積       | 44.85m2                                                                             | 45m2                                                                                |
| 翼面荷重     | 218kg/m2                                                                            | 236kg/m2                                                                            |
| 自重         | 6,840kg                                                                             | 6,395kg                                                                             |
| 正規全備重量 | 9,800kg                                                                             | 10,657 kg                                                                           |
| 発動機       | アームストロング・シドレー ダブルマンバ ASMD.1 ターボプロップ （離昇 2,950馬力）1基 | アームストロング・シドレー ダブルマンバ ASMD.3 ターボプロップ （離昇 3,145馬力）1基 |
| 最高速度     | 499km/h                                                                             | 478km/h                                                                             |
| 上昇力       | 5,000mまで?分?秒                                                                    | 5,000mまで?分?秒                                                                    |
| 実用上昇限度 | 6,700m                                                                              | 6,700m                                                                              |
| 航続距離     | 1,520km                                                                             | 995km                                                                               |
| 武装         | 翼下に60lb(26kg)無誘導ロケット弾16発装備可能                                        | 翼下に60lb(26kg)無誘導ロケット弾16発装備可能                                        |
| 爆装         | 胴体爆弾倉 907kgまでの爆弾または機雷 もしくは航空魚雷1発とソノブイ                  | なし                                                                                |
| 乗員         | 3名 操縦士1名 哨戒士2名                                                             | 2名 操縦士1名 警戒士1名                                                             |
| 生産数       | 180機                                                                               | 44機                                                                                |

### 各種形式

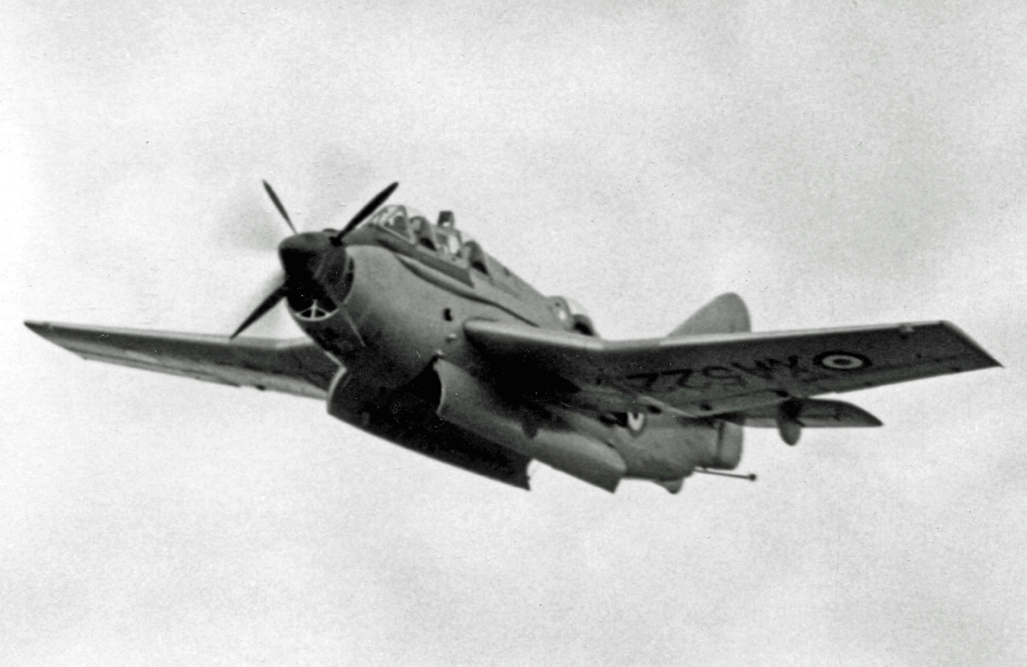
胴体爆弾倉を開き外エンジンを停止して飛行するガネットT.2
T.2

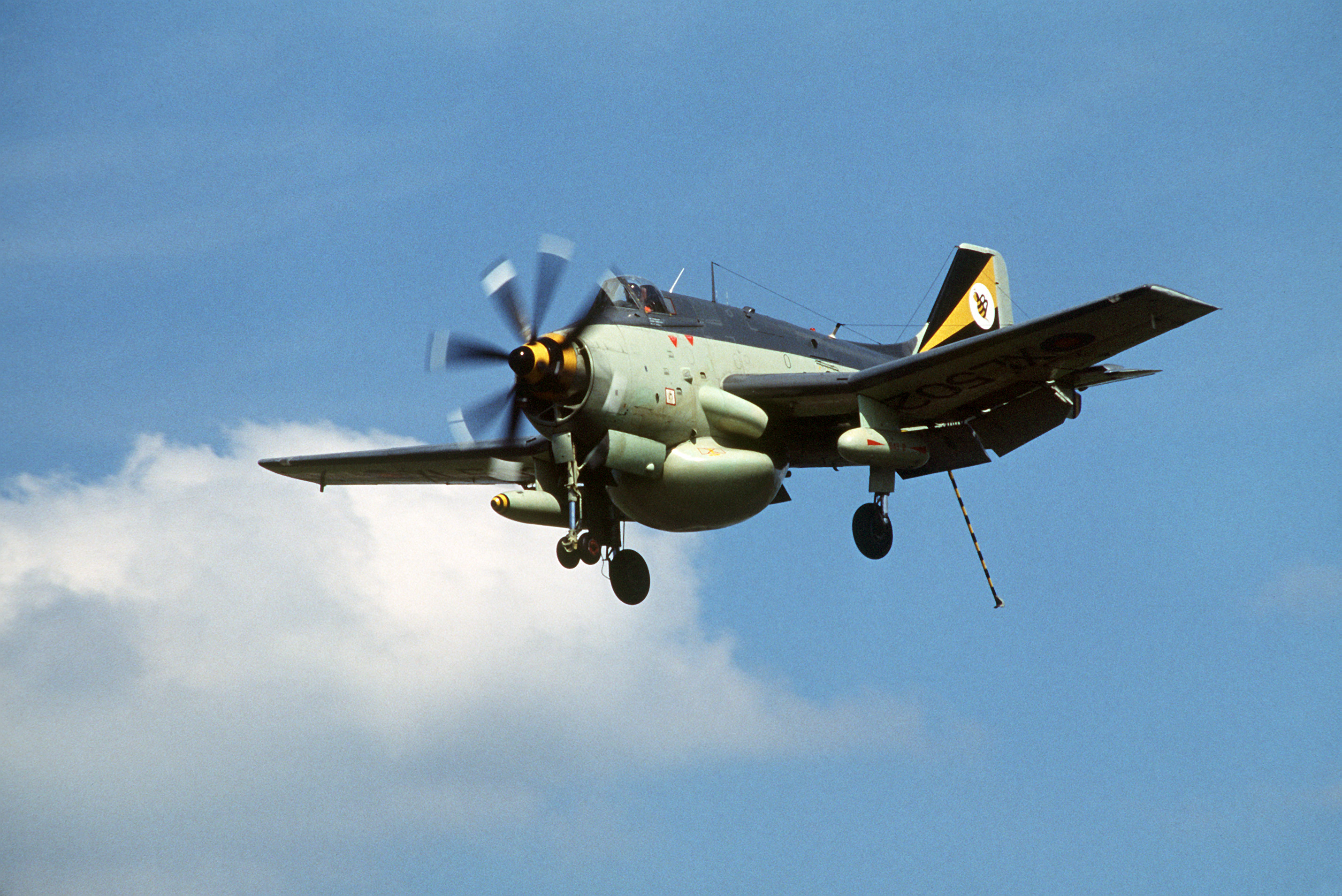
ヨークシャー航空博物館に保存されているガネット AEW.3

タイプQ
フェアリー社内における原型機呼称。
AS.1
初期生産型（3座）。ダブルマンバASMD.1(2950hp)搭載。180機生産。
T.2
AS.1の練習機型。35機生産。
AEW.3
エンジンを換装し各種改修を加えた早期警戒機型（2座）。44機生産。
AS.4
エンジンを換装したAS.1の改良型（3座）。82機生産。
T.5
AS.4の練習機型。8機生産。
COD.4
AS.4を改修、機内装備を取り去った輸送機型。少数機改修
ECM.6
AS.4を改修、ECM機とした型。少数機改修。
AS.6
AS.4の電子機器を改修した型。少数機改修。

## 現存する機体
| 型名                  | 番号                     | 機体写真 | 所在地                                      | 所有者                                             | 公開状況 | 状態     | 備考                          |
| --------------------- | ------------------------ | -------- | ------------------------------------------- | -------------------------------------------------- | -------- | -------- | ----------------------------- |
| AS Mk.1 AS Mk.4       | WN355 AS-00 F.9127       | 写真     | インドネシア 南ジャカルタ                   | サトリアマンダラ博物館                             | 公開     | 静態展示 |                               |
| AS Mk.1               | WN360 AS-05 S-105 F.9132 | 写真     | インドネシア スラバヤ                       | インドネシア海軍兵学校                             | 公開     | 静態展示 |                               |
| AS Mk.1 T Mk.2 T Mk.5 | WN365 F.9137             | 写真     | アメリカ ウィスコンシン州                   | シャナン・ヘンドリックス氏 (Shannan Hendricks)     | 公開     | 飛行可能 | XT752号機の塗装がされている。 |
| AS Mk.1 AS Mk.4       | WN367 AS-07 F.9139       | 写真     | インドネシア スラバヤ                       | ラヌダル・ジュアンダ海軍航空基地博物館             | 公開     | 静態展示 | AS-00号機の塗装がされている。 |
| AS.1                  | WN411 F.9172             | 写真     | イギリス ハンプシャー州                     | (サウサンプトン 位置)                              | 公開     | 放置     |                               |
| AS Mk.1               | XA331 F.9223             |          | オーストラリア クイーンズランド州           | クイーンズランド航空博物館                         | 公開     | 静態展示 |                               |
| AS Mk.1               | XA334 A20-685 F.9226     |          | オーストラリア ニューサウスウェールズ州     | カムデン・ミュージアム・オブ・エイヴィエーション   | 非公開   | 修復中   |                               |
| AS Mk.1 T Mk.5        | XA434 F.9304             |          | オーストラリア ニューサウスウェールズ州     | オーストラリア海軍航空博物館                       | 公開     | 静態展示 |                               |
| AS Mk.1               | XG789 F.9357             |          | オーストラリア ヴィクトリア州               | オーストラリア国立航空博物館                       | 公開     | 静態展示 |                               |
| T Mk.2                | XA508 F.9328             |          | イギリス ウェストミッドランズ州             | ミッドランド航空博物館                             | 公開     | 静態展示 |                               |
| T Mk.2 T Mk.5         | XG888 F.9417             |          | オーストラリア ニューサウスウェールズ州     | オーストラリア海軍航空博物館                       | 公開     | 静態展示 |                               |
| AEW Mk.3              | XL450 F.9433             |          | ドイツ ラインラント=プファルツ州            | ヘルメスカイル航空機博物館                         | 公開     | 静態展示 |                               |
| AEW Mk.3              | XL472 F.9441             |          | イギリス ヴェイル・オブ・グラモーガン州     | ホライズン航空機サービス                           | 公開     | 修復中   |                               |
| AEW Mk.3              | XL482 F.9451             |          | アメリカ アリゾナ州                         | ピマ航空宇宙博物館                                 | 公開     | 静態展示 |                               |
| AEW Mk.3              | XL497 F.9456             |          | イギリス ダンフリーズ・アンド・ガロウェイ州 | ダンフリーズ・アンド・ガロウェイ航空博物館         | 公開     | 静態展示 |                               |
| AEW Mk.3              | XL500 F.9459             |          | イギリス ヴェイル・オブ・グラモーガン州     | ホライズン航空機サービス                           | 公開     | 修復中   |                               |
| AEW Mk.3              | XL502 F.9461             |          | イギリス ヨークシャー州                     | ヨークシャー航空博物館                             | 公開     | 静態展示 |                               |
| AEW Mk.3              | XL503 F.9462             |          | イギリス サマセット州                       | イギリス海軍航空博物館                             | 公開     | 静態展示 |                               |
| AEW Mk.3              | XP226 F.9468             |          | イギリス ナティンガムシャー州               | ニューアーク航空博物館                             | 公開     | 静態展示 |                               |
| AS Mk.4 ECM Mk.6      | XA459 F.9312             |          | イギリス バークシャー州                     | ホワイトウォルサム飛行場                           | 公開     | 静態展示 |                               |
| AS Mk.4 ECM Mk.6      | XA460 F.9313             |          | イギリス リスバーン&カースルレー行政区      | アルスター航空協会                                 | 公開     | 修復中   |                               |
| AS Mk.4 ECM Mk.6      | XG797 F.9365             |          | イギリス ケンブリッジシャー州               | ダックスフォード帝国戦争博物館                     | 公開     | 静態展示 |                               |
| AS Mk.4               | XG840 F.9391             |          | ドイツ ベルリン                             | ベルリン・ガトウ空港軍事歴史博物館                 | 公開     | 静態展示 |                               |
| AS Mk.4               | XG852 F.9394             |          | ドイツ ラインラント=プファルツ州            | シュパイアー技術博物館                             | 公開     | 静態展示 |                               |
| AS Mk.4               | XG853 F.9395             |          | ドイツ ニーダーザクセン州                   | アエロナウティクム                                 | 公開     | 静態展示 |                               |
| COD Mk.4              | XA466 F.9210             |          | イギリス サマセット州                       | イギリス海軍航空博物館                             | 公開     | 静態展示 |                               |
| T Mk.5                | XG882 F.9411             |          | イギリス パース＆キンロス州                 | エロール飛行場跡地                                 | 公開     | 放置     |                               |
| T Mk.5                | XG883 F.9412             |          | イギリス バークシャー州                     | バークシャー航空博物館                             | 公開     | 静態展示 |                               |
| ECM Mk.6              | XG831 F.9373             |          | イギリス サウスウェストイングランド州       | デイヴィッドストウ飛行場・コーンウォール戦争博物館 | 公開     | 静態展示 |                               |
| 操縦練習装置          | なし                     |          | イギリス ニューサウスウェールズ州           | アルバトロス海軍航空基地                           | 公開     | 静態展示 |                               |